# إيزابيل دياز أيوسو
إيزابيل دياز أيوسو (من مواليد 17 أكتوبر 1978) هي سياسية إسبانية تشغل منصب رئيس مجتمع مدريد منذ عام 2019. كعضو في حزب الشعب ونائب سكرتير الاتصال والمتحدثة باسم الفرع مجتمع مدريد للحزب، كانت المرشحة الإقليمية لمنصب رئيس مجتمع مدريد قبل الانتخابات الإقليمية لعام 2019. على الرغم من أن حزبها خسر الانتخابات الإقليمية لأول مرة منذ مايو 1991، فقد تم انتخابها لاحقًا رئيسة من قبل جمعية مدريد. مثلت إدارتها العديد من الأوائل: كانت هذه هي المرة الأولى التي تدار فيها المنطقة من قبل حكومة ائتلافية - شكلتها أيوسو حزب الشعب المحافظ والمواطنون - وكانت هذه هي المرة الأولى التي يدعم فيها اليمين المتطرف الذي يمثله حزب فوكس، حتى مسؤول تنفيذي مستقل في مدريد.